# Fiat Aviazione
Фиат Авиационе (итал. Fiat Aviazione) — итальянская авиастроительная компания, являвшаяся в свое время частью группы Fiat. Была крупным производителем самолётов, специализируясь в основном на производстве военных самолётов. После первой мировой войны Fiat объединил несколько небольших итальянских авиапроизводителей, таких как Pomilio, Ansaldo и др. Наиболее известными самолетами Fiat были бипланы-истребители 1930-х годов — Fiat CR.32 и Fiat CR.42. Другие примечательные разработки — истребители CR.20, G.50, G.55 и бомбардировщик Fiat BR.20. В 1950-х годах компания разработала лёгкий истребитель-бомбардировщик Aeritalia G.91.
В 1969 году Fiat Aviazione объединился с Aerfer в новую компанию Aeritalia, впоследствии, в 1990 году ставшей Alenia Aeronautica.

## История
Первые шаги в авиации, Fiat начало предпринимать в 1908 году в Турине, с решением о разработке и выпуске авиационного двигателя SA 8/75, созданного на базе двигателя для гоночного автомобиля. Первым серийным двигателем, производимым Fiat, стал Fiat A.10, произведенный в количестве 1070 единиц между 1914 и 1915 годами: к этому моменту компания решила спроектировать и построить свои первые самолеты. Таким образом, в 1916 году была основана Società Italiana Aviazione, изменившая свое название в 1918 году на Fiat Aviazione. Первыми самолетами на которые устанавливался Fiat A.10 стали производимые по лицензии самолеты Farman и трехдвигательные бомбардировщики Caproni.
В Турине, помимо авиационных двигателей, и линий для двигателей внутреннего сгорания, Fiat диверсифицировала производство с основанием в 1909 году Fiat San Giorgio для производства морских дизелей, территория на которой позднее проводились работы в сфере промышленных двигателей для генерации электроэнергии. В Коллеферро (Рим) компания Bombrini Parodi-Delfino — BPD, основанная в Генуе в 1912 году, начала производство взрывчатых веществ и химических продуктов, из которого впоследствии развилось космическое направление.
Воздухоплавание пустило корни в Бриндизи в сотрудничестве с компанией SACA (Societá per Azioni Costruzioni Aeronavali). Постепенно появилось много других партнеров, таких как компания CMASA, основанная в 1921 году, в Марина-ди-Пиза, немецким инженером-конструктором Клодом Дорнье в сотрудничестве с Ринальдо Пьяджо и Аттилио Одеро.
В конце Первой мировой войны технические и производственные ресурсы, собранные во время войны, были направлены на растущий рынок коммерческой авиации. Полное производство самолетов, начавшееся с серии SP, было расширено под руководством авиаконструктора Челестино Розателли. Сотрудничество Розателли с Fiat началось в 1918 году. За 15 лет Fiat с помощью Розателли, который внес свой вклад в развитие знаменитых истребителей и бомбардировщиков серий CR и BR, установил много мировых рекордов благодаря высокотехнологичным и надежным двигателям. Fiat A.14, выпущенный между 1917 и 1919 годами, был самым мощным двигателем в мире мощностью 700 л. с. R700 стал в 1921 году самым быстрым самолетом со скоростью 300 км/ч. Macchi M.39 с двигателем Fiat AS2 стал самым быстрым гидросамолетом в мире и выиграл престижный Кубок Шнейдера в США в 1926 году. Рекорд скорости был улучшен снова в 1934 году Франческо Аджелло на самолете с двигателем Fiat (AS6) мощностью 3100 л. с.
В 1926 году, с приобретением завода Ansaldo в Корсо Франсия, Турин, Fiat Aviazione слилась с Società Aeronautica d’Italia (Итальянская авиационная компания). В 1931 году Витторио Валлетта, тогдашний генеральный директор Fiat, нанял молодого инженера-конструктора Джузеппе Габриелли, который возглавил авиационное техническое управление. В 1934 году приобретение компании CMASA ознаменовало выход Fiat на производство гидросамолетов. Многие из достижение в конце 1930-х годов, были связаны с гением Габриэлли, который быстро сделал себе имя, начиная с Fiat G.2, пассажирского самолета с шестью местами, помимо пилота, предназначенного для использования авиакомпанией Società Aviolinee Italiane, главным акционером которой стал Fiat, похваставшийся оригинальными инновациями и разработками в рамках шести патентов.
Хотя инвестиции в сектор пассажирских и грузовых перевозок продолжались с открытием европейских маршрутов гражданскими авиакомпаниями, которые использовали двухмоторные монопланы Fiat G.18 и Fiat APR.2, в 1937 году на заводе CMASA в Марина-ди-Пиза, был выпущен истребитель Fiat G.50, принятый на вооружение Regia Aeronautica.